# برون‌لایه
در ساختمان رگ‌های خونی، برون‌لایه (انگلیسی: Tunica externa یا tunica adventitia)، بیرونی‌ترین لایه عروق و مرکب از الیاف کلاژن نوع I و الیاف ارتجاعی است؛ که به‌طور طولی قرار گرفته‌اند. این لایه معمولاً در امتداد با بافت همبند اطراف رگها قرار دارد و تشخیص آنها از یکدیگر مشکل می‌باشد. در عروق بزرگ این لایه حاوی رگ‌های تغذیه کننده خود عروق موسوم به رگها می‌باشد. انواع رگها در بدن عبارتند از: سرخرگ، سیاهرگ و مویرگ در رگ‌های لنفی.